# Stanislas Łukawski

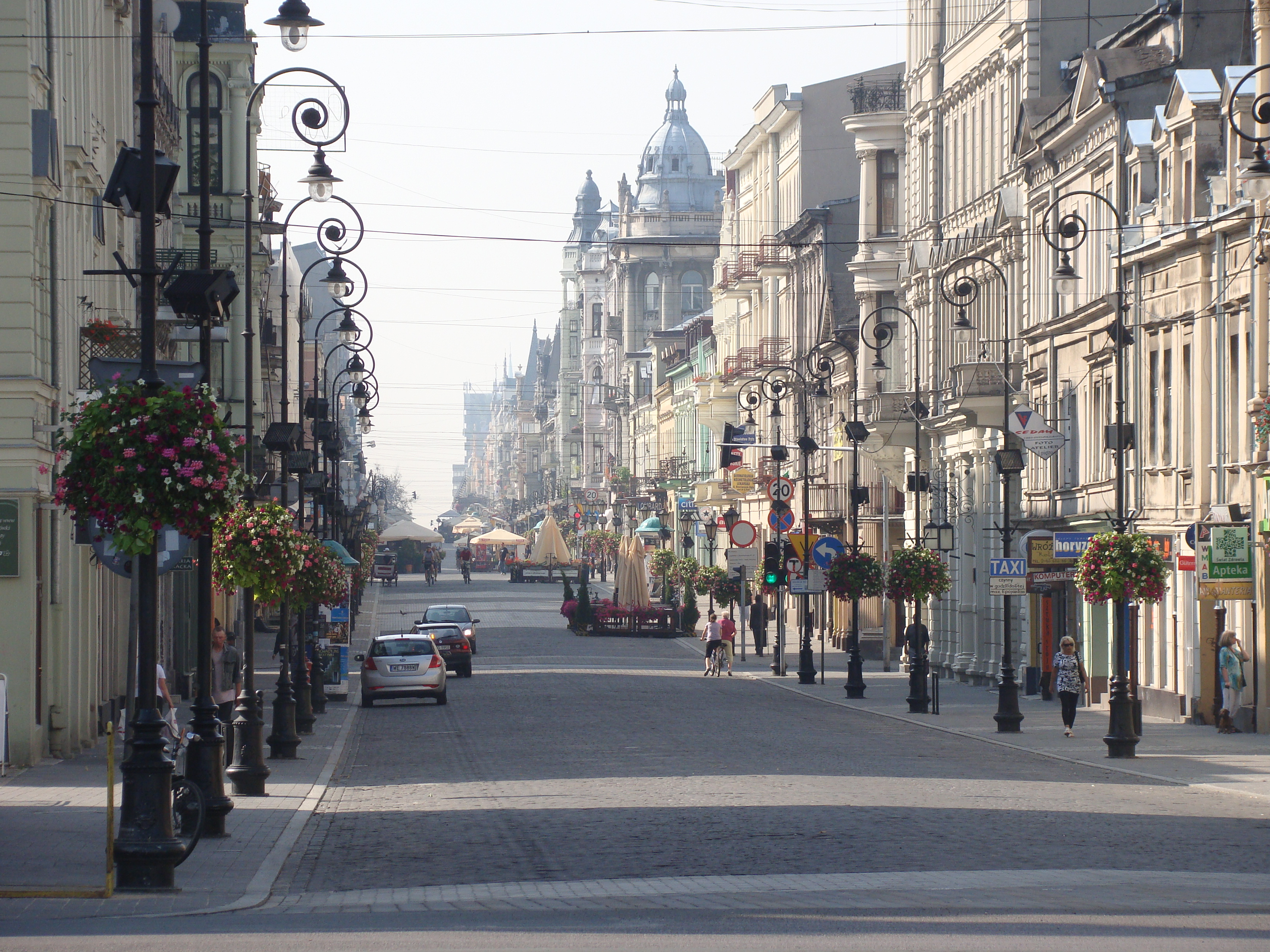
Ville de Lodz

Stanislas Lukawski (en polonais Stanisław Łukawski) (né le 27 juillet 1912 à Gorzyczany, mort le 28 juin 2003 à Lodz en Pologne) était un haut dirigeant de la ville de Lodz en Pologne.
Ancien membre des Forces armées nationales polonaises au cours de la Seconde Guerre mondiale, il a contribué au développement du patrimoine historique, culturel et artistique de la ville de Lodz
,,.
Stanislas Lukawski a été décoré de la Croix d'or du Mérite polonais, et fait Chevalier de l'ordre de l'ordre Polonia Restituta.